# Lines Written for Gene Kelly To Dance To
Lines Written for Gene Kelly To Dance To è una poesia ''da ballare'' scritta dal poeta americano Carl Sandburg nel 1959 e scritta apposta per l'attore e ballerino Gene Kelly, e letta dallo stesso poeta durante il programma trasmesso nello stesso anno condotto dallo stesso Kelly.
La poesia è una poesia che parla della danza e delle impressioni e movimenti che i piedi fanno ogni volta che il poeta dice cosa ballare e cosa essi devono ballare, piedi che sono in questione, nel contesto della poesia, dello stesso Kelly.
Il poema non si trova in un preciso volume di poesie, ma si può trovare nel volume The Complete Poems of Carl Sandburg, pubblicato nel 1970. 